# Biofilia y Arquitectura
La definición de biofilia ha ido evolucionando a lo largo del tiempo, utilizado por primera vez por el psicoanalista Erich Fromm, quien señalaba que la biofilia es el amor a la vida, la pasión por todo lo viviente, es una pasión y no un producto lógico, no está en el ”Yo” sino que es parte de la personalidad. 
Posteriormente fue acuñada por el biólogo especializado en evolución E. O. Wilson, de la Universidad de Harvard, quien creó una hipótesis que indica que el contacto con la naturaleza es esencial para el desarrollo psicológico humano, fundamentando su teoría en un juicio filogenético que sostiene que los millones de años durante los cuales el Homo sapiens se relacionó con su entorno de manera estrecha, creó una necesidad emocional profunda y congénita de estar en contacto cercano con el resto de los seres vivos. La satisfacción de ese deseo vital, dice Wilson, tiene la misma importancia que el hecho de entablar relaciones con otras personas. 
Fue hasta 1995 que Stephen Kellert da una nueva aproximación al término biofilia definiéndola como: “La innata afinidad humana por la naturaleza”.

## Reseña histórica
Desde el comienzo de la existencia del hombre hace 2.85 millones de años, este se ha relacionado con la naturaleza, haciendo uso de ella para su supervivencia. Siendo hasta el periodo Neolítico cuando a través del desarrollo de herramientas de piedra comienza la revolución agrícola, donde se da el primer paso del dominio del hombre sobre su entorno.
En la Edad Media se presenta un cambio de pensamiento, es cuando entra la religión a tomar un papel organizador y regulador en la vida del hombre, donde no rompe con la relación hombre-naturaleza, sin embargo, pone a Dios en un valor absoluto y a la naturaleza en un valor relativo.
Pero es hasta la revolución industrial, cuando el hombre tiene como directriz el capitalismo y consecuentemente el consumismo, degradando la naturaleza y explotando ilimitadamente los recursos naturales. La industrialización y la urbanización son algunas de las causas de la separación del hombre con su entorno, del rompimiento de este vínculo congénito.

## Relevancia de la naturaleza
Es tan grave la desconexión del hombre con su entorno que ha prendido alertas en varios sectores, como en el discurso de Jorge Mario Bergoglio Sívori (Papa Francisco, BBC Mundo, 2015) donde proclamó en la sede de Naciones Unidas la existencia de un “verdadero ‘derecho del ambiente'” y mencionó que cualquier daño a este “es un daño a la humanidad”, también manifestó que los seres humanos “somos parte del ambiente” y que este “comporta límites éticos que la acción humana debe reconocer y respetar”, finalmente resaltó que "la crisis ecológica junto con la destrucción de buena parte de la biodiversidad pueden poner en peligro la propia existencia humana".
En nuestros días el hombre se enfrenta a una serie de dificultades de tipo política, económica, social, cultural y hasta de salud, no obstante lo complejo de lo anterior, se ha perdido de vista una de las más graves preocupaciones a nivel mundial y con la cual se tiene el contacto más cercano y esta es la contaminación ambiental y el cambio climático que ocasiona un desequilibrio ecológico, dañando la salud y el bienestar del hombre (FAO, 2015).
Todos estos efectos y riesgos producirán grandes pérdidas para la humanidad tanto económicas como sociales y medioambientales. Es por ello que resulta imperante encontrar ese vínculo del hombre con la naturaleza, con objeto de reivindicar el papel del ambiente en la vida cotidiana del ser humano y así minimizar las causas del cambio climático.

## Relación Biofilia y Arquitectura
A lo largo de la historia ha existido una constante acerca de la forma de actuar del hombre con la naturaleza en función de sus necesidades, transformando, explotando y hasta degradando a la misma. Esto ha provocado que el ser humano presente una gran indiferencia por el ambiente natural y no se detenga a realizar una introspección de él mismo o del espacio que habita. 
Es por ello que la incorporación del concepto de la biofilia en la arquitectura es un vínculo que acercará la naturaleza al ambiente edificado,  evocando la esencia del ser humano, ya que este es un ente al igual que social, es natural.  
En este vínculo existe la posibilidad de acercar la naturaleza al ser humano a través de la arquitectura, generando los espacios pertinentes donde el hombre sea capaz de conocer, comprender y mantener la naturaleza, ya que no es posible cuidar lo que no se conoce, asimilando de este modo el entendimiento del ser humano como una parte de la totalidad de la naturaleza y vivir así bajo un modelo ecológico, en el cual se preserve el planeta en simultaneidad que se preserva la salud del ser humano.